# Batterie d'Esnotz
La batterie d'Esnotz est une ancienne batterie militaire faisant partie du système défensif de la ville de Saint-Pierre en Martinique. Elle est située rue Victor-Hugo dans le quartier du Centre.

## Histoire
Le projet initial de cette batterie date de 1692. Il s'agit d'une batterie à barbette, à 4 pièces d'artillerie, qui nécessite la construction d'une importante muraille de contention en pierre. Construite en 1694 sous l'impulsion du gouverneur Nicolas de Gabaret, elle prend le nom de batterie Saint-Nicolas. Avec le fort Saint-Pierre, cette batterie constitue l'élément central du système défensif de la rade et de la ville de Saint-Pierre. Il est complété sur les extrémités de la baie par la batterie Saint-Louis au nord, à l'embouchure de la rivière des Pères, et les batteries d'Orange et Sainte-Marthe au sud, sur le Morne d'Orange. 
Dix ans plus tard, le Comte d'Esnotz fait renforcer l'équipement de la batterie Saint-Nicolas par l'ajout de 7 canons supplémentaires qui porte à onze canons l'armement de cette batterie centrale. Des caves reliées aux fortifications par un escalier dissimulé derrière la muraille sont réalisées vers 1700. Après la mort du Comte d'Esnotz, la batterie Saint-Nicolas prend le nom de batterie d'Esnotz au milieu du XVIIIe siècle. Selon la liste des fortifications établies en 1725, la batterie d'Esnotz compte parmi les plus importantes de la ville.
En 1783, alors que d'importantes mutations urbanistiques affectent l'ensemble de la ville pour son confort et son embellissement, un riche négociant, Jean de l'Horme, offre tout le terrain avoisinant la batterie d'Esnotz au domaine public, à la seule condition que celui soit transformé en promenade pour le public. Cette promenade plantée d'arbres offre une vue magnifique sur les toits de la ville et la rade de Saint-Pierre. Des bancs y seront placés en 1829. Les caves de la batterie sont alors intégrées aux entrepôts-magasins du quartier du Figuier, qui s'étendent au pied de la batterie et prennent appui sur son mur de contention. 
Marquant la limite entre les quartiers du Fort et du Mouillage, la batterie d'Esnotz sert de lieu de convergence aux groupes de ces deux quartiers concurrents au XIXe siècle lors du célèbre Carnaval de Saint-Pierre qui prend son départ depuis ce site.
La nuée ardente émise au matin du 8 mai 1902 rase complètement la ville de Saint-Pierre. La batterie et son mur de soutènement résistent plutôt bien au cataclysme, mais il ne reste des arbres de sa promenade soufflés par la nuée ardente que des troncs calcinés et tordus. Quelques canons subsistent également.

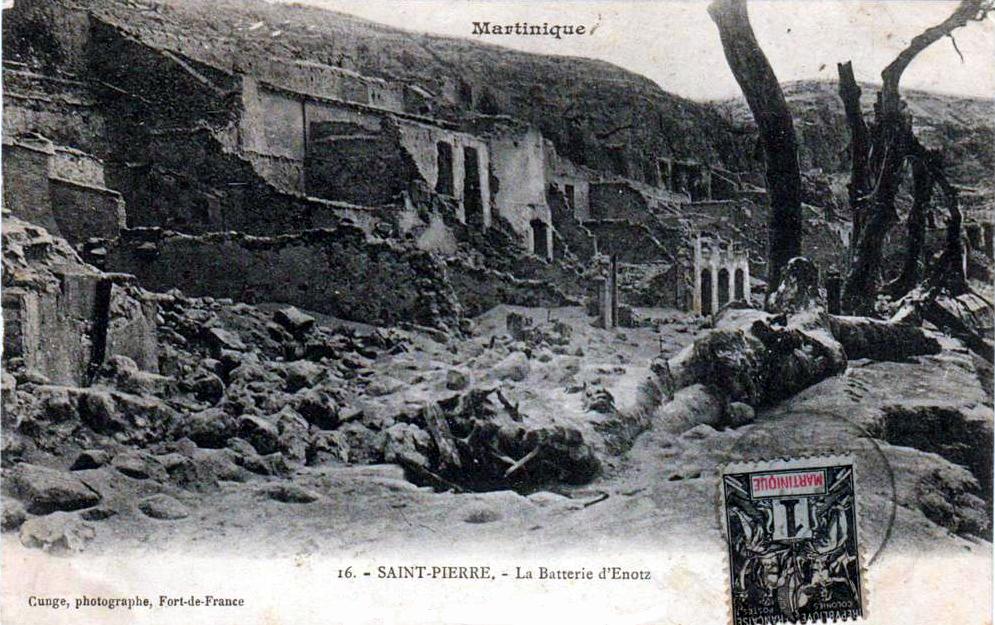
Ruines de la promenade de la batterie d'Esnotz le 10 mai 1902.

En 1933, la municipalité de Saint-Pierre alloue une partie du terrain de la batterie au volcanologue Frank Alvord Perret pour la création de son musée volcanologique.

## Description
La batterie d'Esnotz se présente sous la forme d'un haut et long mur en pierre et moellons d'une dizaine de mètres dominant la rade de Saint-Pierre et surplombant les ruines des entrepôts-magasins du Figuier. Trois canons sont encore visibles sur l'actuel emplacement pour témoigner de l'histoire de cette batterie.